# Леки крайцери тип „Кума“
Кума (на японски: 球磨型軽巡洋艦) са серия леки крайцери на Императорските ВМС на Япония. В началото са класифицирани като крайцери 2-ри ранг, фактически се използват като лидери на флотилиите разрушители.
В периода 1918−1921 г. в корабостроителниците на Сасебо, Йокосука и Кобе са построени пет кораба. Всички те се намират в състава на флота през междувоенния период и нееднократно са модернизирани. Активно участват във Втората световна война, в хода на която загиват 4 от 5 единици, оцелелият „Китаками“ е разкомплектован през 1947 г.

## Конструкция

### Екипаж и условия на обитаемост
Щатно екипажът на всеки от крайцерите се състои от 37 офицера и 413 подофицера и матроса. Освен това, обичайно на тях допълнително има и щаб на ескадра разрушители (5 офицера и 22 нисши чина).
Каютите на офицерите, с площ 430,92 m² и обем 874,76 m³ (10,69 m² и 21,83 m³ на човек), са разположени в кърмовата част на кораба на долната палуба, зад машинните отделения. Свързаните с това проблеми са аналогични на тези при типа „Тенрю“ – т.е. високо ниво на шум и вибрации.
Кубриците за нисшите чинове, с площ 656,87 m² и обем 1411,1 m³ (1,56 m² и 3,38 m³ на човек), се намират в носовата част на кораба на горната палуба и в полубака. В най-отдалеченият, седми кубрик, поради съседството с котелното отделение, е много горещо, особено при плаване през лятото и в южните морета.
И в двата случая осветлението и вентилацията са естествени.

## История на службата
| Име               | Построен в                                   | Заложен             | Спуснат на вода     | Въведен в експлоатация | Съдба                                                                               |
| ----------------- | -------------------------------------------- | ------------------- | ------------------- | ---------------------- | ----------------------------------------------------------------------------------- |
| „Кума“ (球磨)     | Морски арсенал, Сасебо                       | 29 август 1918 г.   | 14 юли 1919 г.      | 31 август 1920 г.      | Торпилиран от британската подводница „Тели Хо“ на 10 март 1944 г.                   |
| „Тама“ (多摩)     | Корарабостроителница на „Мицубиши“, Нагазаки | 10 август 1918 г.   | 10 февруари 1920 г. | 29 януари 1921 г.      | Потопен в сражението в залива Лейте на 25 октомври 1944 г.                          |
| „Китаками“ (北上) | Морски арсенал, Сасебо                       | 1 септември 1919 г. | 3 юли 1920 г.       | 15 април 1921 г.       | Предаден за скрап през 1947 г.                                                      |
| „Ои“ (大井)       | Корарабостроителница на „Кавазаки“, Кобе     | 24 ноември 1919 г.  | 15 юли 1920 г.      | 3 октомври 1921 г.     | Торпилиран от американската подводница „Флешър“ западно от Манила на 19 юли 1944 г. |
| „Кисо“ (木曾)     | Корарабостроителница на „Мицубиши“, Нагазаки | 10 юни 1919 г.      | 14 декември 1920 г. | 4 май 1921 г.          | Потопен от американската палубна авиация западно от Манила на 13 ноември 1944 г.    |